# Technologia medyczna
Technologia medyczna – w ujęciu szerokim to dowolny rodzaj wiedzy zaangażowanej w realizację zadań i osiąganie określonych rezultatów systemu opieki zdrowotnej. W ujęciu wąskim technologie medyczne to środki niematerialne (wiedza, umiejętności, procedury, rozwiązania organizacyjne) i materialne (leki, urządzenia) związane bezpośrednio lub pośrednio z udzielanymi świadczeniami opieki zdrowotnej i konkretnymi interwencjami (leczniczymi, diagnostycznymi, rehabilitacyjnymi bądź prewencyjnymi).
W polskim systemie zdrowotnym dostęp obywateli do technologii medycznych (leków, wyrobów medycznych, procedur medycznych i systemów organizacyjnych) jest regulowany przez ubezpieczyciela – Narodowy Fundusz Zdrowia – w oparciu o przeprowadzoną ocenę technologii.
Ocena technologii medycznych (HTA, ang. health technology assessment) składa się z analizy efektywności klinicznej (wykonywanej zgodnie z zasadami EBM), analiz ekonomicznych (wykonywanych zgodnie z zasadami farmakoekonomiki) oraz analizy wpływu refundacji danej technologii na budżet płatnika (w polskim systemie zdrowotnym – na budżet Narodowego Funduszu Zdrowia). HTA ma rosnące znaczenie dla podejmowania decyzji o refundacji technologii medycznych, stanowiąc racjonalną podstawę tych decyzji. 
Jedną z pierwszych instytucji państwowych regulujących ocenę technologii medycznych udostępnianych ubezpieczonym obywatelom w ramach państwowej opieki zdrowotnej był brytyjski instytut NICE.
W Polsce ocenę technologii medycznych, zgodnie z odpowiednimi wytycznymi przeprowadza Agencja Oceny Technologii Medycznych.